# Фантазия-экспромт
Фантазия-экспромт до-диез минор, опус 66, WN 46 (фр. Fantaisie-Impromptu) ― произведение для фортепиано Фридерика Шопена. Пьеса была написана в 1834 году и опубликована посмертно в 1855 году. «Фантазия-экспромт» — одно из наиболее часто исполняемых и популярных произведений Шопена.

## История и критика
«Фантазия-экспромт» Шопена была написана в 1834 году, как и его Четыре мазурки (опус 17) и Большой блестящий вальс ми-бемоль мажор (опус 18), но, в отличие от этих двух произведений, «Фантазию-экспромт» композитор при жизни не опубликовал. Вместо этого её посмертно опубликовал Юлиан Фонтана, вместе с несколькими вальсами (опусы 69 и 70). Неизвестно, почему Шопен не хотел публиковать «Фантазию-экспромт». 
Музыкальный критик Джеймс Ханекер назвал некоторые части этого произведения «расплывчатыми и лишёнными благородства». Музыкальный теоретик Эрнст Остер, проведя анализ композиции, выявил сходство «Фантазии-экспромта» с «Лунной сонатой» Людвига ван Бетховена, и назвал этот факт главной причиной нежелания Шопена публиковать произведение. Также Остер признал, что данная пьеса сильно напоминает Экспромт ми-бемоль мажор (опус 89), написанный Игнацем Мошелесом и опубликованный в том же году, когда Шопен написал свою «Фантазию-экспромт».

## В других произведениях
Мотив средней части «Фантазии-экспромта» звучит в одиннадцатой пьесе первой части «Макрокосмоса» Джорджа Крама.

## Отрывки

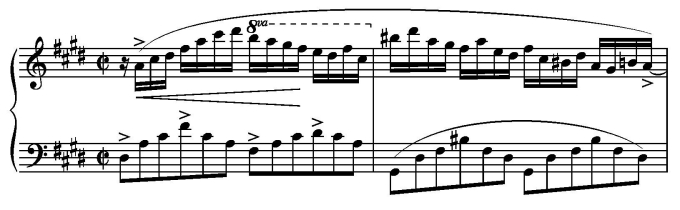
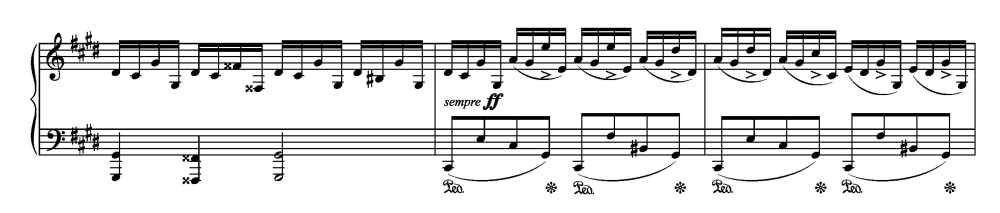